# گو بینگفنگ
گو بینگفنگ (انگلیسی: Gu Bingfeng؛ زادهٔ ۲۵ ژانویهٔ ۱۹۹۴) بازیکن هاکی روی چمن اهل چین است.